# Прево, Андре (теннисист)
Андре Прево (фр. André Prévost; 28 февраля 1875, VIII округ Парижа — 22 ноября 1951, Нёйи-сюр-Сен) — французский теннисист, бронзовый призёр летних Олимпийских игр 1900.
На Играх 1900 в Париже Прево соревновался в двух турнирах — одиночном и парном. В первом состязании он не смог пройти дальше второго раунда. Во втором, в паре с Жоржем де ла Шапелем, он выиграл бронзовую награду.
Вместе с ним на Играх соревновалась его жена Элен Прево.